# BLACK OR WHITE? version 3
「BLACK OR WHITE? version 3」（ブラック オア ホワイト・バージョンスリー）は、2000年4月19日にリリースされたT.M.Revolutionの12枚目のシングル。発売元はアンティノスレコード。

## 概要
- T.M.R封印解除後、初シングル。
- T.M.Rとしては初の12cmシングル。累計売上は12.0万枚（オリコン調べ）を記録した[1]。
- 1995年発売、浅倉大介 expd. 西川貴教のシングル「BLACK OR WHITE?」のカバー。
- 表記の「version 3」は、1995年リリースの原曲、1stアルバム『MAKES REVOLUTION』収録の「ESPECIAL "MATT Mix"」に続き、本作で3度目となる事から（他に浅倉大介の3rdアルバム『ELECTROMANCER』収録の「L.A. MIX」が存在する）。
- 日本テレビ『劇空間プロ野球2000』イメージソング（2000年4月・5月度、及び日本シリーズ第1戦）に使用され、リリース時期にプロ野球中継にゲストとして登場。当時読売ジャイアンツの監督であった長嶋茂雄の背番号に肖り「version 3」にしたと発言した。西川は阪神タイガースファンである。

## 収録曲
全曲作詞：井上秋緒　作曲・編曲：浅倉大介
1. BLACK OR WHITE? version 3
出版社：日本テレビ音楽
2. BLACK OR WHITE? version 3 (Split～Attention L or R ch!)
出版社：日本テレビ音楽
3. BLACK OR WHITE? version 3 (DA extend)
出版社：日本テレビ音楽
4. BLACK OR WHITE? (neo classic)
出版社：日本テレビ音楽
5. BLACK OR WHITE? version 3 (Instrumental)

## 収録アルバム
- progress（#1）
- B★E★S★T（#1）
- 1000000000000（#1）
- 2020 -T.M.Revolution ALL TIME BEST-（#4）